# Varallo
Varallo (Varal in piemontese e in dialetto valsesiano; in walser Vrol(titsch di Alagna Valsesia), Fral (tittschu di Rimella), Varoal (töitschu)), noto anche come Varallo Sesia, è un comune italiano di 6 823 abitanti della provincia di Vercelli in Piemonte, situato in Valsesia. È il secondo comune più esteso della provincia di Vercelli.
Riconosciuto come città, e come città d'arte, sorge lungo le rive della Sesia ed è diviso in due parti dal torrente Mastallone, suo affluente, che separa il centro storico, detto Varallo Vecchio, dalle aree più recenti. Unisce attività industriali e turistiche. È dominato dal Sacro Monte di Varallo, uno dei maggiori luoghi di culto della chiesa cattolica del Piemonte, che attira annualmente migliaia di turisti.
Dal 1º gennaio 2018, tramite incorporazione, acquisisce il comune di Sabbia.

## Geografia fisica

### Territorio

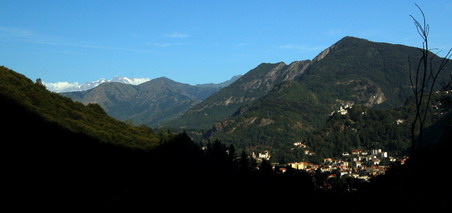
Varallo sullo sfondo del Monte Rosa

Varallo si trova quasi allo sbocco della Valsesia alla confluenza del Mastallone nella Sesia.
Il territorio comunale culmina a nord con la Massa del Turlo (1960 m), tocca la quota minima sulla Sesia (398 m) al confine con Quarona e risale, sulla sponda opposta del fiume, fino ai 1827 m del Castello di Gavala e ai 1631 m della Res, che domina la cittadina da sud-ovest.

## Origini del nome
L'etimologia del toponimo è incerta. È stata proposta, anche se probabilmente poco soddisfacente, una derivazione da *vararius, con il significato di ‘luogo incolto, aspro’.
Il più antico documento relativo a Varallo, dove compare l'antica denominazione Varade, risale al 10 giugno 1025: si tratta di un diploma con il quale il re di Germania Corrado II, detto il Salico, conferiva al vescovo Pietro di Novara alcuni beni sequestrati ai fratelli Riccardo e Uberto dei conti di Pombia, sostenitori di Arduino d'Ivrea, tra cui la val d'Otro (alpe de Otro), il ponte di Varallo (ponte de Varade) e Roccapietra (Roccam Huberti).
La stessa denominazione Varade compare anche in un successivo diploma di Enrico IV del 13 aprile 1060. In seguito però incominciò ad affermarsi la denominazione Varale, che compare la prima volta in un documento del 6 marzo 1083 con il quale il conte Guido di Pombia donava alcuni beni di sua proprietà situati in Valsesia all'abbazia di Cluny, tra i quali un mulino che sorgeva "in loco ubi dicitur Varale"; questa denominazione, tanto nella forma Varale che in quella villam Varallis, si diffuse definitivamente durante il XII secolo.

## Storia

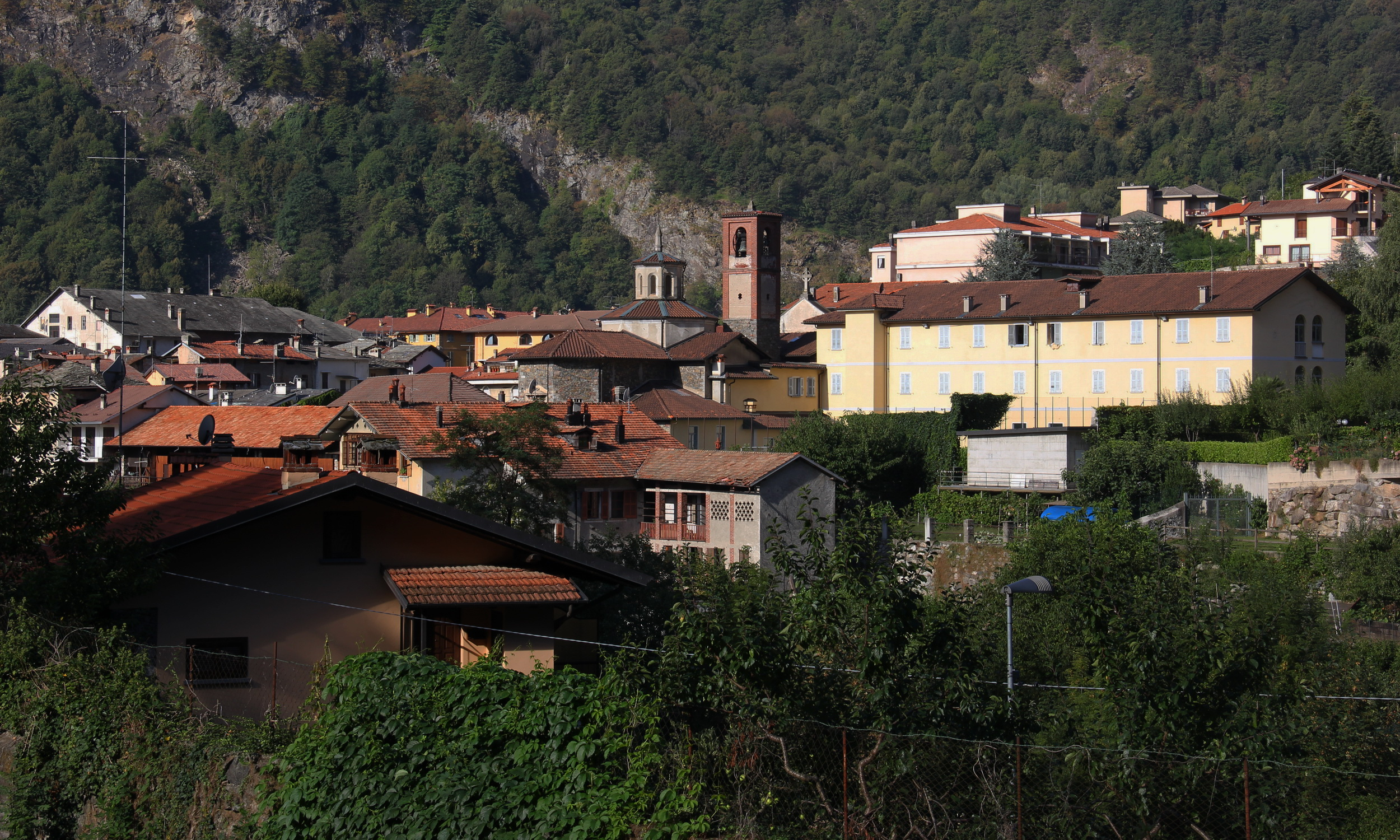
Varallo Vecchio, l'antico quartiere

Durante la seconda guerra mondiale, nel periodo dell'occupazione tedesca e della Repubblica Sociale Italiana, anche Varallo fa esperienza delle persecuzioni antiebraiche. Già nel settembre 1943, un cameriere dell'Hotel Meina riesce a far avvertire i numerosi ebrei sfollati all'Albergo Italia a Varallo dei massacri che stanno avvenendo sul Lago Maggiore. Il gruppo si dà alla fuga, alcuni troveranno rifugio ad Arboerio a Villa Eremo dai padri di don Orione, altri si disperderanno nella zona. L'11 maggio 1944 vengono arrestati a Varallo i tre componenti della famiglia Jona, condotti poi alla morte ad Auschwitz, ma per molti ebrei la Valsesia rimarrà luogo di rifugio, fino alla Liberazione.
Il 15 aprile 1944 i militi fascisti della 1ª Legione d'Assalto "M" "Tagliamento", guidata da Merico Zuccari, fucilarono al cimitero di Varallo sei partigiani e tre prigionieri di guerra alleati. 
L'11 luglio 1944 viene proclamata la Repubblica partigiana della Valsesia, con capitale a Varallo. Tra il 12 settembre 1944 e il 25 aprile 1945 Varallo è Comando "zona militare Valsesia" con Vincenzo (Cino) Moscatelli come Commissario di guerra, Eraldo (Ciro) Gastone come Comandante militare e Aldo (Aldo) Benoni Capo di stato maggiore.
Varallo, per la Valsesia, è tra le Città decorate al valor militare per la guerra di liberazione in quanto insignita della Medaglia d'oro al valor militare per i sacrifici delle sue popolazioni e per la sua attività nella lotta partigiana durante la seconda guerra mondiale.

### Simboli
Lo stemma di Varallo è stato riconosciuto con decreto del capo del governo del 10 ottobre 1935.
Il gonfalone municipale è un drappo di azzurro ed è stato concesso con regio decreto del 12 marzo 1931.

### Onorificenze
Varallo, per la Valsesia, è tra le città decorate al valor militare per la guerra di Liberazione, insignita della medaglia d'oro al valor militare il 14 luglio 1971, per i sacrifici delle sue popolazioni, per la sua attività nella lotta partigiana durante la seconda guerra mondiale:

## Monumenti e luoghi d'interesse

### Il Sacro Monte

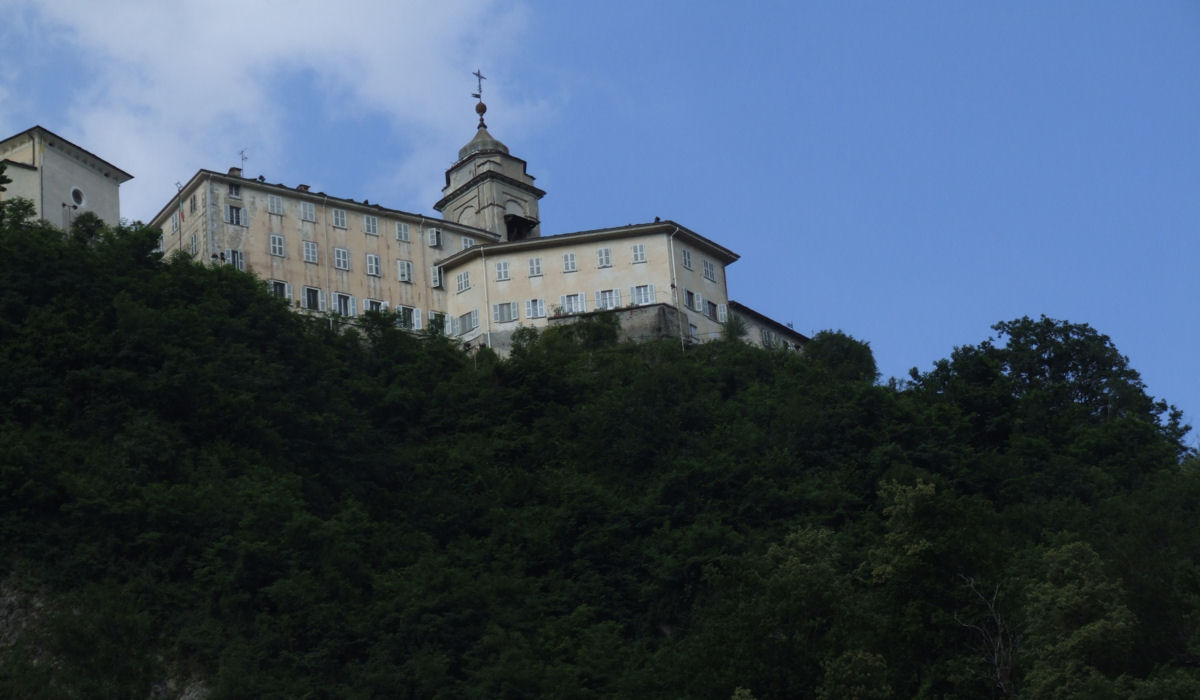
Il Sacro Monte visto dalla città che domina

Il Sacro Monte di Varallo è il più antico dei Sacri Monti, essendo stato eretto a partire dal 1491 da Bernardino Caimi, frate Minore Osservante, già custode in Terra santa. Nel 2003 questo straordinario complesso monumentale è stato inserito dall'UNESCO nella Lista dei Patrimoni dell'Umanità insieme ad altri sei Sacri Monti piemontesi.
Fa parte dei poli museali dell'Ecomuseo della Valsesia.

### Architetture religiose
Tra i principali monumenti a Varallo nel capoluogo vanno ricordati
- Chiesa della Madonna delle Grazie
- Cappella della Madonna di Loreto
- Chiesa della Madonna del Cuore, sulle pendici della rupe su cui sorge il Sacro Monte. Venne edificata a partire dal 29 luglio 1737, grazie anche alle elargizioni degli abitanti di Varallo.
- Chiesa di Sant'Antonio
- Chiesa di San Giacomo
- Chiesa di San Giovanni Battista
- Chiesa di San Marco
- Chiesa di San Pietro Martire
- Collegiata di San Gaudenzio
- Ex convento delle Suore Orsoline
- Basilica del Sacro Monte di Varallo

### Architetture civili
- Casa di Gaudenzio Ferrari
- Palazzo Baldissarri - Pitti
- Palazzo Centa - Testa
- Palazzo Scarognini d'Adda
- Palazzo dei Musei, sede della Pinacoteca civica, del Museo Calderini e di altri spazi espositivi.
- Palazzo Rachetti, sede della biblioteca civica e dell'archivio di stato
- Il Roccolo e la sua villa padronale, situati su di un arroccamento al centro della cittadina furono costruiti sul finire dell'Ottocento per volere del pittore varallino Cesare Scaglia, oggi proprietà di un imprenditore valsesiano.
- Teatro Civico, in piazza Vittorio Emanuele II, dove si trova anche il monumento al re Vittorio Emanuele II di Savoia
- Villa Durio, sede dell'amministrazione comunale
- Villa Barbara, sede della pretura
- Villa Virginia, già Villa Axerio, ricca di decorazioni in marmo artificiale, sede della Comunità montana Valsesia, oggi soppressa.

## Società

### Evoluzione demografica
Abitanti censiti

## Cultura

### Eventi

#### L'Alpàa
L'Alpàa è una mostra mercato nata nel 1977 che si tiene per 10 giorni della seconda settimana del mese di luglio nel comune. L'idea originaria era quella (nata in seno al comitato del Carnevale di Varallo Sesia) di espandere l'"estate valsesiana", il nome derivò dalla consuetudine valsesiana che prevedeva a inizio estate, il prendere forma di un mercato dei prodotti della pastorizia e dell'agricoltura montana.
Il 16 e il 17 luglio 1977 si tenne la prima edizione dell'Alpàa presso il Parco della Consolata dove gli stand espositivi furono ricavati artigianalmente. Per sabato 16 il programma intrattenimenti consistette in una caccia al tesoro per le vie cittadine, un concerto del complesso vocale francese Absinthe, la rappresentazione di Anfitrione di Plauto.
Per domenica 17 venne organizzata una sfilata di auto d'epoca, di numerosi gruppi folkloristici e in serata un concerto del Coro Varade.
Il successo registratosi portò gli organizzatori a ripetere l'evento (alcune migliaia di persone nella sola giornata di domenica 17 luglio). Si pensò di allargare il periodo da 2 a 9 giorni, includendo così due fine settimana allargando contestualmente gli spazi espositivi. Venne battezzato il primo logo dell'Alpàa, la Ribebba.
Nel 1979 venne creata la Cooperativa Alpàa in quanto, grazie a una programmazione turistica articolata tra Borgosesia e Varallo si poté accedere a cospicui finanziamenti da parte della Regione Piemonte.

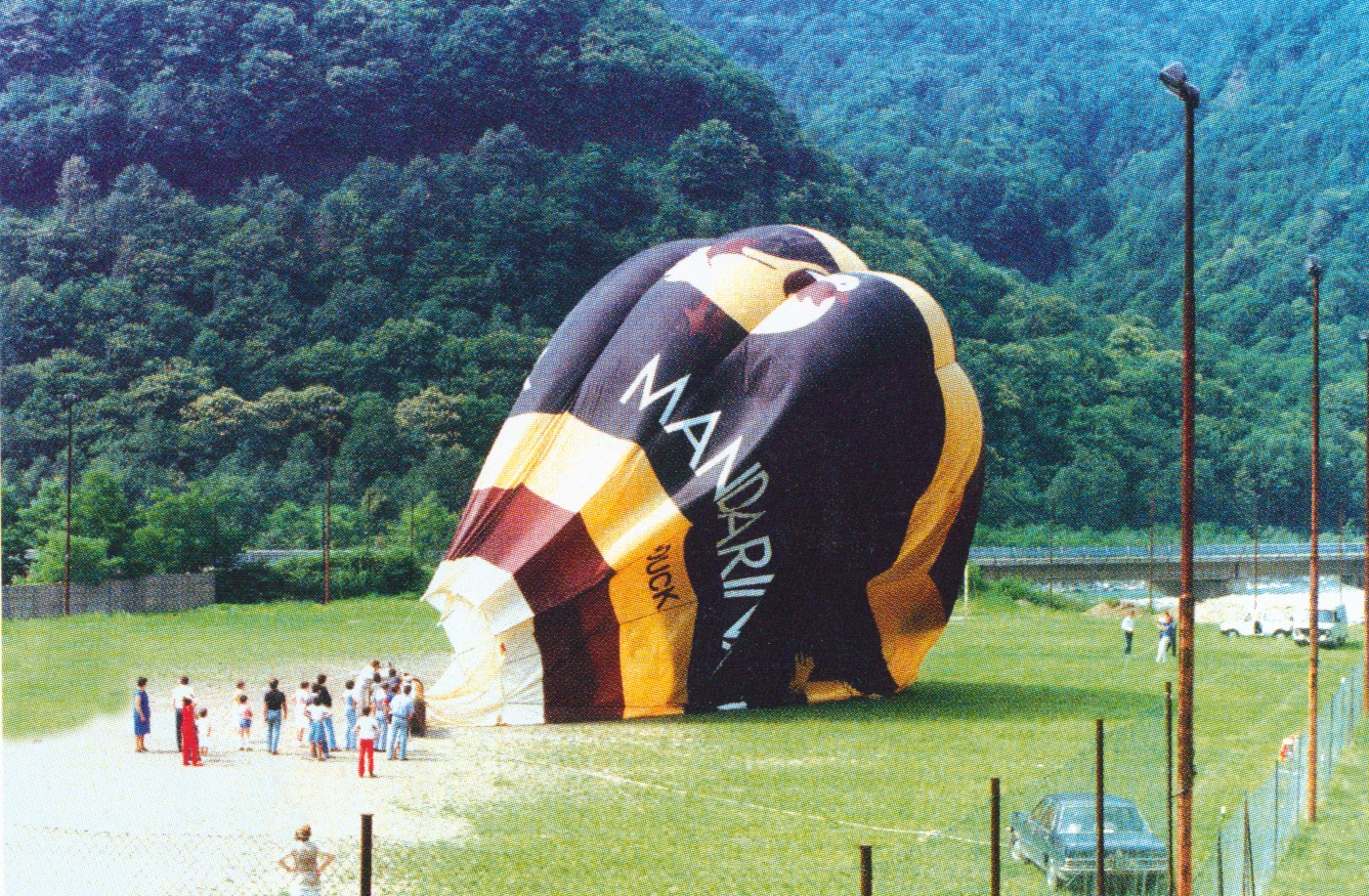
Mongolfiera in partenza dal campo dell'oratorio per una panoramica sull'esposizione nel 1983

 Negli anni 1980 si optò per l'allargamento dell'esposizione per alcune vie cittadine, Piazza Garibaldi, Piazza del Dazio, Villa Durio. Gli spettacoli di intrattenimento, in quegli anni principalmente di Cabaret ospitarono tra gli altri Gigi Sabani, Fabio Fazio, Ezio Greggio, Edoardo Vianello, Giorgio Faletti, Francesco Salvi di Drive in, Equipe 84, Teo Teocoli, Dik Dik, dall'edizione 1989 in poi cominciò la collaborazione con la Festa dell'uva di Gattinara. Seguirono Ricchi e Poveri, Fiordaliso, Fausto Leali, Barbara Cola, Rita Forte, Luca Barbarossa, Riccardo Cocciante, Little Tony, Nino Frassica, Ivana Spagna, Paola Turci, Ron, Andrea Mingardi, Enrico Ruggeri, Fabio Concato, Fiorella Mannoia.
Sul finire degli anni '90 vennero stimate una media di 15.000 presenze ogni sera.
L'affluenza di pubblico rimase sostenuta, complici cantanti e ospiti con concerti gratuiti, i lavori di riqualifica di Varallo, l'ingresso del Sacro Monte di Varallo come patrimonio UNESCO nel 2003 e la diffusione del web. L'apertura viene anticipata al venerdì, portando così a 10 le giornate dell'esposizione. Negli anni 2000 furono ospiti Roberto Vecchioni, Umberto Tozzi, Mietta, Monica Anderson, Raoul Casadei, Formula 3, Michele Zarrillo, Giorgia, Luca Barbarossa, Stadio, Luca Dirisio, Riccardo Fogli, Antonello Venditti, Milva, Pooh, Al Bano, Aida Cooper, Orietta Berti, Zero Assoluto, Paolo Belli, Fiorella Mannoia, Paolo Meneguzzi, Francesco Renga, Loretta Goggi, Cesare Cremonini, Marco Carta, Giusy Ferreri, Lucio Dalla, Ivan Cattaneo, Sabrina Salerno, Den Harrow, Morgan
Nel 2008, per contrastare il calo delle presenze si puntò sui concerti spostandone alcuni al Sacro Monte, i concerti delle edizioni successive furono tenuti da Noemi, Irene Grandi, Patty Pravo, Pupo, Samuele Bersani, Mario Biondi, Raf, Ornella Vanoni, Karima, Alessandra Amoroso, Alex Britti, Francesco Renga, Emma, Davide Van de Sfroos, Mario Venuti, Billy Cobham, Arisa, J-Ax, Amii Stewart, Dolcenera, Malika Ayane, Max Pezzali, Eugenio Finardi, Giovanni Vernia, Silvia Mezzanotte, Chiara Galiazzo, Renzo Arbore, Antonello Venditti, Neffa, Annalisa, Fedez, Malika Ayane, Tiromancino, Casadei, Ron, Massimo Ranieri, Gigi D'Alessio, Emis Killa, Tony Hadley, Loredana Bertè, Luca Carboni, Irene Grandi, Startag, Rocking dolls, Gianluca Grignani, Al Bano, Subsonica, Le Orme, Blue Vomit, Moreno, Francesco De Gregori, Dear Jack, Cristina D'Avena, Free Music Band, The reyes family, Natalie Imbruglia, Fabri Fibra, Renzo Arbore, Cristiano De André, Gemitaiz, Stadio

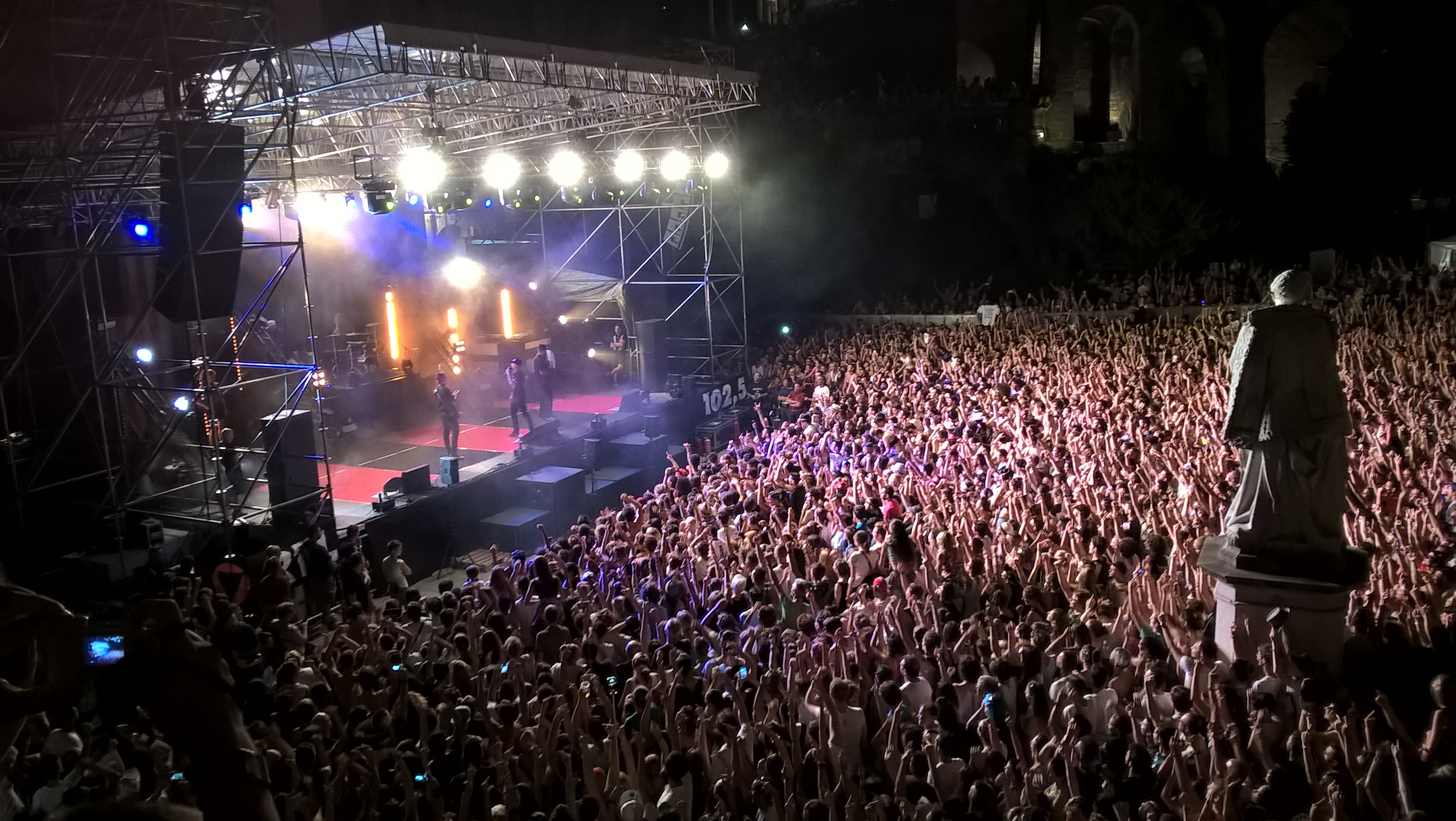
J-Ax in concerto ad Alpàa 2015, dove sono state stimate 40.000 presenze in una sola serata

#### Il Carnevale di Varallo
Il carnevale è una delle tradizioni più sentite a Varallo. Le manifestazioni si svolgono tutti gli anni dal giorno dell'Epifania (6 gennaio) al mercoledì delle ceneri, primo giorno di Quaresima. Durante questo periodo la città è governata dalla maschera Marcantonio Carlavé, re dei Dughi e dei Falchetti (così si chiamano i varallesi durante questo periodo). Accompagnato dalla maschera femminile (la Cecca, eletta ogni anno tra le ragazze più belle della città), Marcantonio porta gioia e allegria nel corso di manifestazioni pubbliche, balli, cene e iniziative per bambini, anziani e disabili. Tra gli eventi più partecipati ci sono la Veggia Pasquetta (celebrata sempre il 6 gennaio), il Ballo della Cecca, la Carnevalàa 'nt la strà, la Giubiaccia, la Raccolta della Legna e il Bal ëd la Lüm. Il vertice del carnevale di Varallo si tocca il martedì grasso con la preparazione e la distribuzione alla popolazione della Paniccia, un minestrone di riso e verdure cotto sul fuoco dentro enormi pentoloni, che un tempo serviva come pasto caldo per poveri e carcerati. L'ultimo evento è il Processo e il rogo a Marcantonio che cade il primo giorno di Quaresima chiudendo il calendario di iniziative. Il carnevale viene organizzato da un apposito Comitato che si costituisce in autunno e porta avanti le manifestazioni dell'anno successivo.

## Geografia antropica

### Frazioni
annovera numerose frazioni: Aniceti, Arboerio, Balangera, Barattina, Camasco, Cervarolo, Crevola Sesia, Dovesio, Locarno, Morca Morondo, Parone, Pianebelle, Roccapietra, Scopelle, Valmaggia, Verzìmo, Gèrbidi e Sabbia, alcune delle quali in precedenza erano comuni autonomi.

## Economia
- Dugu Miniautotoys

### Artigianato
Per quanto riguarda l'artigianato, importante è la lavorazione del puncetto, un pizzo ad ago usato per impreziosire vari oggetti quali tovagliette, fazzoletti e anticamente paramenti sacri e tradizionali costumi locali.

## Amministrazione
Il 6 marzo 2017 viene resa nota una trattativa tra l'Amministrazione di Sabbia e quella di Varallo che ha portato ad una fusione per incorporazione, con cui Sabbia è divenuta frazione di Varallo che, quale comune incorporante, non ha visto il decadimento della propria Giunta. L'avvio dell'iter avvenuto dopo le Amministrative che hanno coinvolto Varallo, è terminato con la decisione della Regione Piemonte di procedere con la fusione, mediante Legge Regionale, approvata il 27 dicembre 2017.
Di seguito è presentata una tabella relativa alle amministrazioni che si sono succedute in questo comune.
| Periodo          | Periodo        | Primo cittadino      | Partito                     | Carica  | Note   |
| ---------------- | -------------- | -------------------- | --------------------------- | ------- | ------ |
| 10 febbraio 1984 | 27 maggio 1989 | Gianfranco Astori    | Democrazia Cristiana        | Sindaco | [ 34 ] |
| 2 ottobre 1989   | 30 luglio 1990 | Gianfranco Astori    | Democrazia Cristiana        | Sindaco | [ 34 ] |
| 30 luglio 1990   | 13 giugno 1994 | Pietro Giulio Axerio | Partito Socialista Italiano | Sindaco | [ 34 ] |
| 13 giugno 1994   | 25 maggio 1998 | Pier Angelo Pitto    | -                           | Sindaco | [ 34 ] |
| 25 maggio 1998   | 28 maggio 2002 | Pier Angelo Pitto    | centro-sinistra             | Sindaco | [ 34 ] |
| 28 maggio 2002   | 29 maggio 2007 | Gianluca Buonanno    | centro-destra               | Sindaco | [ 34 ] |
| 29 maggio 2007   | 16 maggio 2012 | Gianluca Buonanno    | Lega Nord                   | Sindaco | [ 34 ] |
| 16 maggio 2012   | 12 giugno 2017 | Eraldo Botta         | Lega Nord                   | Sindaco | [ 34 ] |
| 12 giugno 2017   | 13 giugno 2022 | Eraldo Botta         | Lega                        | Sindaco | [ 34 ] |
| 13 giugno 2022   | in carica      | Pietro Bondetti      | lista civica                | Sindaco | [ 34 ] |

### Gemellaggi
- Die